# 王健 (詞作家)
王健（1928年9月28日—2021年7月30日），女，北京人，中国当代歌词作家。

## 生平
王健出生于北京，毕业后被分配到天津中央音乐学院音乐工作团。1954年，调入中国音乐家协会，先后任《歌曲》《词刊》编辑。1984年离休，开始专门从事歌词创作。

## 作品
王健参与了大量歌曲的填词工作，其中许多作品成为当代中国的经典歌曲。其代表作有：《姐妹们，团结向前进》、《绿叶对根的情意》、《歌声与微笑》，电视连续剧《三国演义》片尾曲《历史的天空》和插曲《貂蝉已随清风去》、《淯水吟》、《有为歌》等。
王健还出版歌词集《王健作词歌曲选集》、个人随笔集《牵牛花引》。